# Gotini

El Imperio romano bajo Adriano (117-38), mostrando la ubicación de los Cotini en el norte de los Montes Cárpatos.

Los gotini (según Tácito), generalmente equiparados a los cotini en otras fuentes, fueron una tribu gala que vivió en la época romana en las montañas que marcan las fronteras modernas en Silesia entre la República Checa, Polonia y Eslovaquia.
La ortografía "gotini" sólo es usada en una fuente clásica, De Origine et situ Germanorum de Tácito. Tácito los diferencia claramente de los gotones pese a su nombre similar antes de describir a los segundos.
De los gotini afirma que hablaban una lengua gala y que se dedicaban, para su vergüenza, a la minería. Como sus vecinos en las montañas, los osi, pagaban tributo tanto a los cuados como a los sármatas, dos tribus vecinas. A pesar de que vivían en medio de los suevos, no eran un pueblo germánico.
Probablemente se extendían por el área de las actuales Eslovaquia occidental, Moravia y Silesia. Podrían corresponder, al menos parcialmente, con el complejo arqueológico de la cultura de Púchov.
También se les ha equiparado a los Κῶγνοι de las descripciones de Claudio Tolomeo. Tolomeo les indica al sur de los sidones, al sur de las montañas Askiburgi (probablemente los actuales Sudetes) pero al norte del valle Hercínico. Como Tácito, los ubica cerca de los burios y al norte de los cuados.

## Historia
La tribu es mencionada por primera vez en 10 a. C. en el Elogium de Tusculum, una inscripción de tiempos de Augusto encontrada en Tusculum, al sur de Roma. La inscripción registra cómo un legado de Illyricum entró en paz o guerra con los cotini y anartes.
Los cotini son posteriormente mencionados por Dion Casio durante las guerras marcomanas. Alrededor de 172 d. C., los cotini pidieron tierras a cambio de atacar a los marcomanos. Su falta de acción terminó causando su destrucción.
Se ha sugerido que para castigarles Marco Aurelio los deportó, parcial o totalmente, a la Baja Panonia, antes de 180 d. C. Varias inscripciones romanas de 223-251 d. C. mencionan en Panonia a un pueblo llamado "cives Cotini" que se ha asociado a los Cotini.